# Hippoporidridae
Hippoporidridae zijn een familie van mosdiertjes (Bryozoa) uit de orde van de Cheilostomatida. De wetenschappelijke naam ervan is in 1949 voor het eerst geldig gepubliceerd door Vigneaux.

## Geslachten
- Abditoporella Sosa-Yañez, Vieira & Solís-Marín, 2015
- Hippoporella Canu, 1917
- Hippoporidra Canu & Bassler, 1927
- Hippotrema Canu & Bassler, 1927
- Odontoporella Héjjas, 1894
- Scorpiodinipora Balavoine, 1959